# Los Planetas contra la ley de la gravedad
Los Planetas contra la ley de la gravedad es el sexto álbum de estudio de la banda granadina de rock Los Planetas. Editado el 26 de julio de 2004 por BMG Music Spain, S.A. y producido por ellos mismos y Carlos Hernández (por tercera y última vez después de serias diferencias con Jota) en el Refugio Antiaéreo (su propio estudio de grabación construido y diseñado por Carlos Hernández) el álbum consta de doce canciones, dos de las cuales son instrumentales.
El disco cuenta con la colaboración de Irantzu de La Buena Vida que interpreta junto a Jota la canción «Y además es imposible» (que en su edición en sencillo logró el primer puesto en la lista de ventas española).
Uno de los temas inéditos del sencillo «Y además es imposible» incluye la colaboración de Nacho Vegas con su guitarra y Guille Mostaza, cantante de Ellos, con los teclados y poniendo voz al tema Un metro cuadrado (versión de una canción de Vainica Doble).
El CD se editó en digipack y se acompañaba, en su primera edición, con el guion gráfico del videoclip del sencillo Y además es imposible diseñado por Max, una de las más importantes figuras del cómic español. El libreto interior incluye las letras de las canciones.
Alcanzó el puesto número 3 en la lista de ventas española.

## Lista de canciones

### Edición enCD
1. El golpe de gracia 3:34
2. Devuélveme la pasta 5:14
3. Y además es imposible 3:42
4. Canción del fin del mundo 3:46
5. Nunca me entero de nada 3:35
6. Experimentos con gaseosa 3:40
7. 124 4:06
8. No ardieras 3:17
9. Sale el sol 4:25
10. Deberes y privilegios 2:51
11. Cumplimentando compromisos contractuales 5:06
12. Podría volver 3:36

### Edición envinilo
| Cara A 1. El golpe de gracia 3:34 2. Devuélveme la pasta 5:14 3. Y además es imposible 3:42 4. Canción del fin del mundo 3:46 5. Nunca me entero de nada 3:35 6. Experimentos con gaseosa 3:40 | Cara B 1. 124 4:06 2. No ardieras 3:17 3. Sale el sol 4:25 4. Deberes y pivilegios 2:51 5. Cumplimentando compromisos contractuales 5:06 6. Podría volver 3:36 |

Es el primer álbum del grupo que incluye una versión (Podría volver de Bambino) y que recoge canciones editadas previamente que no hayan sido temas principales de singles: la propia Podría volver, publicada inicialmente en el disco homenaje Bambino, por ti y por nosotros (RCA 2004) y Experimentos con gaseosa, editada en una versión distinta en el ep Los Planetas se disuelven.

### Reediciones en vinilo 2011 y 2025
El sello discográfico de Jota, El Ejército Rojo, editó el disco en vinilo de 180 gramos en julio de 2011, con portada diseñada por Daniel d'Ors Vilardebó y bajo licencia de Sony Music Entertainment España.
Sony Music lo reedita en vinilo, esta vez con la portada original de Javier Aramburu, el 11 de abril de 2025, alcanzando el puesto 42 en la lista global y el 3 en la de vinilos.

## Singles
| Orden | Título                | Fecha de Edición | Discográfica    |
| ----- | --------------------- | ---------------- | --------------- |
| 1     | Y además es imposible | 2004             | RCA, BMG Ariola |
| 2     | No ardieras           | 2004             | RCA, BMG Ariola |

## Créditos
Todas las letras excepto 12: J. Letra de 12 Juan Gabriel.
Todas las músicas J, excepto 1 y 11 Banin y J, 2 Florent y J, 7 Los Planetas, 12 Juan Gabriel.
1, 5 y 11, grabadas por Banin Fraile y Guille Mostaza en el Refugio Antiaéreo, mezcladas por César Verdú y Los Planetas en el Refugio Antiaéreo.
2, 6, 7 y 10, grabadas por Carlos Hernández en el Refugio Antiaéreo, mezcladas por Carlos Hernández y Los Planetas en el Refugio Antiaéreo.
3, 4 y 8, grabadas por Carlos Hernández en el Refugio Antiaéreo, mezcladas por Ángel Martos y Los Planetas en Red Led.
9, grabada por Carlos Hernández en el Refugio Antiaéreo, mezclada por César Verdú y Los Planetas en el Refugio Antiaéreo.
12, grabada por Carlos Hernández en el Refugio Antiaéreo, mezclada por Carlos Hernández en El Castillo Alemán.
Masterización: Xavier Alarcón.
Ilustraciones y diseño gráfico: Javier Aramburu.